# Fog (roman)
Pour les articles homonymes, voir Fog.
Fog (The Fog en version originale) est un roman fantastique britannique de James Herbert paru en 1975. Ce roman n'a aucun rapport avec le film homonyme de John Carpenter.

## Synopsis
Un nuage toxique, arme chimique fruit d'expérience militaire repose, oublié, à plusieurs mètres sous terre. Lorsque celui-ci est libéré accidentellement à la suite d'essais militaires, semant mort et désolation sur son passage, les autorités sont incapables d'organiser une réponse efficace. Le seul homme capable de stopper ce brouillard se révèle être la première victime de celui-ci, guéri et immunisé.

## L'histoire

### La libération
John Holman, fonctionnaire au ministère de l'environnement, rentre de mission. Après avoir espionné les militaires, il rentre faire son rapport pour permettre à son ministère de tutelle de savoir comment l'armée utilise les terrains qui lui sont alloués et donc déterminer s'il est possible d'en récupérer pour des activités plus pacifiques. Au moment où il entre dans un petit village, la terre se met à trembler, le sol s'ouvre et sa voiture chute de 30 mètres avec la moitié du village et de ses habitants. De la fissure s'échappe un curieux nuage orange mais, devant l'étendue de la catastrophe, personne n'y fait attention. Holman s'extirpe tant bien que mal de sa voiture et tente de se frayer un chemin jusqu'au sommet et de sauver une fillette survivante. Le père de la fillette descendu pour l'aider le remonte éructant, violent et suicidaire.
Pendant que Holman se bat contre la mort à l'hôpital, le nuage continue sa course, semant la folie sur son passage.

### Les premières mesures
Holman se remet doucement, guéri grâce à une transfusion sanguine qui a expulsé les dernières toxines, mais tous n'ont pas eu cette chance.
Les personnes contaminées et les actes criminels ou suicidaires sont encore trop peu nombreux pour que les autorités, au grand dam d'Holman daignent faire quelque chose. Et lorsque sa petite amie, Casey, est touchée à son tour et qu'il doit l'assommer pour se défendre de ses ardeurs criminelles, il est suspecté de violence et arrêté. Casey est emmenée à l'hôpital, mais en est vite sortie par son père qui signe ainsi son arrêt de mort. Et pendant ce temps, le nuage continue sa course, grossissant au fur et à mesure de son voyage.
La suspicion ne dure pas au vu des actes de folie, de plus en plus nombreux et spectaculaires: les élèves d'une école sont morts dans l'incendie de leur école après une orgie de violence et de sexe, la quasi-totalité de la population d'une petite cité balnéaire s'est jetée dans la mer... L'un des policiers ayant arrêté Holman, Barrow, devient alors son garde du corps. Regroupés pour essayer de trouver une solution, les différents ministères essayent de mettre de côté leurs différends malgré le peu d'empressement du ministère de la défense à reconnaître l'origine militaire du brouillard : celui-ci se révèle être le produit d'une expérience militaire, un mycoplasme se nourrissant du carbone de l'air créant ainsi la brume l'entourant.
Holman, immunisé après sa précédente rencontre avec le brouillard se voit proposer par les scientifiques, représentés par le docteur Ryker de leur ramener un échantillon du nuage le plus pur possible, c’est-à-dire au cœur même de celui-ci. Malgré l'évacuation de la ville par l'armée, quelques pillards sont restés et, déments, s'attaquent à Holman. Il est sauvé de justesse, mais la mission est un échec.
Casey est réveillée, saine et sauve, mais les autorités sont perplexes : le brouillard a soudainement disparu et l'état-major ignore totalement sa position. Les soldats partis à la recherche du nuage rentrent bredouilles, sont trop paniqués pour faire autre chose que fuir ou en sont eux-mêmes victimes.

### Londres est touchée
Les Londoniens, persuadés d'avoir été épargnés, ne se doutent pas en se réveillant, que le brouillard est déjà là, recouvrant leur ville presque entièrement. Réquisitionné, Holman se rend jusqu'au Westminster Bridge où doit l'attendre un véhicule blindé. Après un chemin semé d'embûche et de déments, il trouve enfin la voiture qui le conduit jusqu'à un abri atomique secret réservé au gouvernement, à la famille royale et à environ trois cents personnalités. Après un bref topo, il repart essayer de récupérer un peu du mycoplasme. Malheureusement, la rencontre avec un bus conduit par un fou provoque la mort de son coéquipier et l'oblige à s'éloigner du véhicule le temps que les choses se calment un peu. Après avoir volé une voiture et tenté de fuir, il décide de traverser, via l'un des tunnels prévus à cet effet, la Tamise. Bien lui en prend : le tunnel servait déjà de refuge au mycoplasme perdu.
Les déments sont violents mais oublient vite leur proie si celle-ci réussit à s'éloigner suffisamment. Cela sauve Holman et lui permet de revenir vers la voiture et la radio pour rassurer ceux qui, à la base, commençait à craindre la mort de leur sauveur potentiel, et pour leur demander des renforts pour pouvoir récupérer un extrait du mycoplasme et obstruer à l'aide d'explosifs le tunnel. Si la première partie de la mission se déroule presque sans accroc, il n'en va pas de même de la seconde : un minuscule trou permet au mycoplasme de s'extraire de sa prison et de reprendre sa course, poursuivi cette fois par le docteur Ryker et un artificier jusqu'à une raffinerie de gaz. Plus grave, le soldat chargé de la protection d'Holman est tué par une foule en furie pendant que ce dernier trouve refuge dans le second tunnel.
Il s'agit pour le docteur Ryker de leur dernière chance : faire sauter la raffinerie pour détruire le brouillard. Est-ce le mycoplasme qui commence à faire effet sur le docteur ou celui-ci est-il encore lucide ? Nul ne le saura jamais, toujours est-il que, prétextant le manque de temps, celui-ci décide de ne pas attendre le temps de trouver un abri avant de faire sauter les charges.

### La fin
Holman est seul, brûlé, mais vivant et rassuré, le mycoplasme, il en a la certitude, est détruit et le brouillard commence enfin à être dispersé par le vent. Il reste encore beaucoup à faire, mais pour lui, le cauchemar est terminé. Du moins le croit-il. Pendant que les autorités pulvérisent des somnifères sur Londres, pour endormir les malades et pouvoir agir plus rapidement, Hollman part rejoindre Casey, qui l'attend, apeurée, assiégée par Barrow. Ce dernier, touché par le brouillard, profite de ce que Casey ouvre la porte à son petit ami pour les attaquer, Hollman doit le tuer avant de s'endormir.

## Sources
- Fog, traduction du roman par Anne Crichton, édité par Pocket en 1990  (ISBN 2-266-03482-0)